# Louis Plack Hammett
Louis Plack Hammett (7 aprile 1894 – 9 febbraio 1987) è stato un chimico e fisico statunitense.
È conosciuto per l'equazione di Hammett, per le sue ricerche sui superacidi e le relazioni lineari di energia libera di acidità su cui è basata la "funzione di acidità di Hammett". Il principio di Curtin-Hammett rappresenta uno degli importanti contributi che ha apportato nell'ambito della chimica organica fisica.

## Biografia
Hammett nacque e visse a Portland, Maine, studiò ad Harvard ed in Svizzera. Ricevette la laurea dalla Columbia University. Scrisse un influente libro di testo, Physical Organic Chemistry (1940), sulla chimica organica.

## Onorificenze e premi
Tra i numerosi premi che gli furono assegnati, possiamo considerare la Medaglia Priestley (1961) tra i più importanti.